# NATO
NATO (engelsk: North Atlantic Treaty Organization; dansk: Den Nordatlantiske Traktats Organisation; fransk: Organisation du traité de l'Atlantique nord, OTAN) er en international organisation for politisk og militært forsvarssamarbejde omkring den nordlige del af Atlanterhavet, som blev etableret i 1949 på initiativ af de allierede krigspartnere i form af den britiske udenrigsminister Ernest Bevin og embedsmænd i USA's udenrigsministerium. Baggrunden for oprettelsen af NATO var udbruddet af den kolde krig mellem USA og Sovjetunionen.
Landene er forpligtet til at forsvare hinanden i tilfælde af, at de skulle blive angrebet. Derudover arrangerer NATO ofte større, militære øvelser for medlemslandene. NATO deltog desuden med styrker i krigshærgede lande, fx Afghanistan fra 2001 (efter Al-Qaida fløj fly ind i World Trade Center, d. 11. september) til 2021.
Oprindeligt havde NATO 12 medlemslande: Belgien, Canada, Danmark, Frankrig, Nederlandene, Island, Italien, Luxembourg, Norge, Portugal, Storbritannien og USA. Senere er NATO blevet udvidet med flere medlemslande. Den sidste store udvidelse skete i 2004, hvor blandt andet en række af de tidligere Warszawapagt-lande blev medlemmer af NATO. Efter Sveriges optagelse i marts 2024 består alliancen af 32 medlemslande. Sverige blev det 32. medlemsland, efter Ungarn havde godkendt medlemskabet ved beslutning af 26. februar 2024.

## Historie

### Begyndelsen
Bruxelles-Traktaten, der blev underskrevet den 17. marts 1948 af Belgien, Holland, Luxembourg, Frankrig og Storbritannien, anses for at være forgængeren til NATO aftalen. Denne traktat etablerede en militær alliance, der kaldtes Vestunionen eller WEU. Men amerikansk deltagelse blev anset for nødvendig, hvis man skulle kunne matche Sovjetunionens militære styrke, og derfor begyndte forberedelsen af en ny, militær alliance hurtigt efter traktatens vedtagelse.
Resultatet blev den Nordatlantiske Traktat, der blev udarbejdet af Lester B. Pearson og underskrevet i Washington D.C. 4. april 1949. Traktaten inkluderede de fem lande, der havde underskrevet Bruxelles-Traktaten, samt USA, Canada, Portugal, Italien, Norge, Danmark og Island. Tre år senere, 18. februar 1952, underskrev også Grækenland og Tyrkiet aftalen. På grund af deres geografiske beliggenhed kunne Australien og New Zealand ikke være med i alliancen, og i stedet blev ANZUS aftalen indgået mellem de to lande og USA.
I 1954 foreslog Sovjetunionen, at den skulle indgå i NATO-alliancen for at bevare fred i Europa; NATO-landene nægtede dog dette, da de så det som et forsøg på at opløse NATO indefra.
Indlemmelsen af Vesttyskland i NATO 9. maj 1955 blev beskrevet som "et afgørende vendepunkt i vort kontinents historie" af Norges daværende udenrigsminister Halvard Lange. Et af de øjeblikkelige resultater var da også oprettelsen af Warszawapagten, der blev underskrevet 14. maj 1955 af Sovjetunionen og dens satellitstater. Dermed var de to parter i den kolde krig endeligt etableret.

### Den kolde krig

#### Krise med Frankrig
NATOs sammenhold blev brudt allerede tidligt i alliancens historie med en krise under Charles de Gaulles tid som præsident i Frankrig fra 1958 og frem. De Gaulle protestererede mod det, han mente var USA's hegemonistiske rolle i organisationen og han opfattede NATO som et redskab, USA brugte for at tiltvinge sig magt over Europa.
I et memorandum, han sendte til USA's præsident Eisenhower og den britiske premierminister Harold Macmillan 17. september 1958, argumenterede han for, at USA, Storbritannien og Frankrig reelt skulle lede NATO i fællesskab.
Charles de Gaulle anså svaret på sit memorandum som utilfredsstillende og begyndte at arbejde for et uafhængigt, fransk forsvar. Frankrig trak sin middelhavsflåde ud af NATO kommandoen 11. marts 1959. I stedet arbejdede landet henimod et selvstændigt atomvåbenprogram.
I juni 1959 forbød de Gaulle al udstationering af udenlandske atomvåben på fransk jord, og USA trak 200 militærfly ud af Frankrig. Dermed blev 26th Tactical Reconnaisance Wing, der tidligere var baseret i Toul-Rosiéres-luftbasen i Frankrig, flyttet til Ramstein Air Base i Vesttyskland, og Toul-Rosiéres blev givet tilbage til Frankrig i 1967.
Mellem 1950 og 1967 drev det amerikanske luftvåben ti større baser i Frankrig. 13. februar 1960 afprøvede Frankrig sin første atombombe, Gerboise Bleue.
Selv om Frankrig udviste solidaritet med resten af NATO under Cubakrisen i 1962, fortsatte de Gaulle sine bestræbelser for et selvstændigt fransk forsvar ved også at trække de franske atlanterhavs- og kanalflåder ud af den integrerede NATO-kommando. I 1966 blev de franske, væbnede styrker også trukket ud af NATOs integrerede kommando, og alle udenlandske tropper blev bedt om at forlade Frankrig med udgangen af 1967.
Frankrig fortsatte dog som medlem af den politiske alliance. Frankrigs nej til udenlandske tropper resulterede i, at NATOs europæiske overkommando (SHAPE) blev flyttet fra Paris til Casteau, nord for Mons i Belgien 16. oktober 1967. Frankrig trådte delvist ind i den militære del af NATO-samarbejdet fra 1995 og fuldgyldigt fra 2009.

#### Standardiseringer
Skabelsen af NATO havde som konsekvens, at der blev brug for en standardisering af militær teknologi. Standardiseringen skete fra 1970'erne gennem STANAG-aftaler, der blandt andet resulterede i en fælles kaliber for militære håndvåben og fælles standarder for radiomateriel og for kommunikationen. Eksempelvis betegner udtrykket "bogey" ifølge STANAG-standarden et uidentificeret, formentlig fjendtligt fly. Der blev også brug for en fælles militær strategi. Den blev sikret gennem fælles kommando, kontrol og kommunikationscentre.

#### Afspænding og ny skærpelse af konflikten
Under det meste af den kolde krig optrådte NATO ikke som organisation i åbne militære konflikter. 1. juli 1968 blev Traktaten om ikke-spredning af kernevåben åbnet for underskrifter. Den trådte i kraft to år senere, da 40 lande, herunder Danmark, havde underskrevet den.
30. maj 1978 definerede NATO landene to yderligere mål for alliancen: At opretholde sikkerheden og arbejde for afspænding. Dette skulle gøres ved at tilpasse alliancens militære magt til Warszawapagtens offensive formåen uden at starte et våbenkapløb.
12. december 1979 efter at Warszawapagt-landene havde øget deres atomvåbenkapacitet i Europa, blev yderligere amerikanske atomvåben deployeret i Europa. De nye våben skulle styrke Vestens forhandlingsposition i forhandlingerne om nedrustning. Beslutningen blev kaldt Dobbeltbeslutningen, fordi den egentlig indeholdt to beslutninger. Man ville tilbyde Sovjetunionen nedrustningsforhandlinger, men samtidig opruste, hvis ikke disse forhandlinger førte til noget. I 1983-1984 blev der i forbindelse med denne beslutning opstillet amerikanske Pershing II raketter i Europa som svar på Warszawapagtlandenes oprustning med SS-20 mellemdistanceraketter i Europa. Pershing II raketterne var i stand til at nå Moskva på få minutter. Denne oprustning førte til store protester i Vesteuropa, også politisk, hvor særligt socialdemokratiske regeringer kom under pres. Herhjemme sad Socialdemokratiet også på regeringsmagten og bakkede således op om beslutningen, men undsagde den fra 1982 og dannede dermed grundlag for fodnotepolitikken.
I denne periode var der ikke de store ændringer i NATOs sammensætning. I 1974 trak Grækenland sine tropper væk fra NATO-kommandoen, og 30. maj 1982 blev Spanien medlem af alliancen. Grækenland vendte efter spændingerne om Cypern tilbage til NATOs militære samarbejde i 1980.
NATO-øvelsen Able Archer 83, der fandt sted i november 1983, har været omdiskuteret i eftertiden. Øvelsen simulerede et atomangreb mod Sovjetunionen, og det har derfor været diskuteret hvorvidt man i Kreml frygtede et reelt angreb. Det er der imidlertid intet, der tyder på. Tværtimod nævner arkiverede noteater fra politbureauet intet om Able Archer.

#### Operation Gladio
24. oktober 1990 afslørede den italienske premierminister, Giulio Andreotti, eksistensen af Gladio, en hemmelig, paramilitær milits, hvis officielle mål var at udkæmpe en guerillakrig bag fjendens linjer i tilfælde af et angreb fra warszawapagtlandene. Andreotti fortalte det italienske parlament, at NATO længe i det skjulte havde trænet partisaner til dette formål.
Gladio programmet var tilsyneladende aktivt i alle europæiske NATO-lande og nogle neutrale lande og kaldes uformelt Operation Gladio. Emnet er specielt kontroversielt i Italien, hvor en rapport i 2000 konkluderede, at Gladio havde været involveret i nyfascistisk terrorisme, der skulle mindske kommunistisk, politisk indflydelse i landet.

### Efter den kolde krig
Afslutningen på den kolde krig og opløsningen af Warszawapagten i 1991 fjernede NATOs primære modstander. Dette gav anledning til en strategisk revaluering af NATOs formål og opgaver. I praksis medførte det en gradvis (og stadig igangværende) ekspansion af NATO i Østeuropa og en udvidelse af aktiviteter til en række områder, der ikke tidligere havde været NATOs arbejdsområder. Den første udvidelse af NATO efter den kolde krig skete med genforeningen af Tyskland 3. oktober 1990 efter Berlinmurens fald. Det tidligere Østtyskland blev en del af Tyskland og dermed også af NATO alliancen. For at sikre en sovjetisk godkendelse af et forenet Tyskland, der fortsat var en del af NATO, blev det aftalt, at udenlandske tropper og atomvåben ikke måtte udstationeres i Østtyskland. Fra russisk side påstås at der blev lavet en mundtlig aftale om at NATO aldrig ville blive udvidet længere østpå, men dette bestrides af NATO.
28. februar 1994 deltog NATO for første gang i åben kamp, da fire serbiske fly blev skudt ned efter at have brudt et flyveforbud over Bosnien-Hercegovina der var beordret af FN. NATO-operationen blev kaldt Operation Deny Flight og varede fra 12. april 1993 til 20. december 1995. NATOs luftangreb i 1995 hjalp med til at afslutte krigen på Balkan.
Mellem 1994 og 1997 dannede NATO flere fora for regionalt samarbejde mellem NATO og alliancens naboer, for eksempel Partnerskab for fred og Euro-Atlantic Partnership Council. 8. juli 1997 blev tre tidligere kommunistiske lande, Ungarn, Tjekkiet og Polen inviteret til at deltage i NATO alliancen og blev formelt medlemmer i 1999.
24. marts 1999 deltog NATO i den første større konflikt i alliancens historie, da NATO styrker gik ind i Kosovokrigen med en 11 uger lang luftkampagne mod dele af det daværende Jugoslavien (nuværende Serbien). En formel krigserklæring fandt aldrig sted. De serbiske jugoslaver kaldte Kosovokrigen for militær aggression og imod FN-charteret.
Konflikten sluttede 11. juni 1999, da Slobodan Milošević bøjede sig for NATOs krav og accepterede resolution 1244. NATO hjalp derefter med at etablere KFOR, en NATO ledet styrke under FN mandat, der varetager sikkerheden i Kosovo.

#### NATO efter 11. september 2001
NATOs ekspansion, aktiviteter og geografiske dækning er blevet forøget yderligere efter terrorangrebet 11. september 2001. Angrebet førte til, at NATO chartrets artikel 5 blev taget i brug. Artikel 5 siger, at et angreb på en medlemsstat anses for et angreb på alle alliancens medlemmer. 4. oktober 2001 fastslog NATO endeligt, at angrebet var dækket af artikel 5.
Angrebet medførte de første militære aktioner begrundet med artikel 5 i NATOs historie: Operation Eagle Assist og Operation Active Endeavour.
På trods af denne hurtige, solidariske reaktion stod NATO snart over for en krise. 10. februar 2003 nedlagde Frankrig og Belgien veto mod planer om at forsvare Tyrkiet i tilfælde af en krig med Irak. Begrundelsen var, at sådanne planer ville sende et signal om, at forhandlingerne med Irak havde slået fejl. Tyskland brugte ikke sin vetoret, men støttede alligevel Frankrigs og Belgiens veto.
I spørgsmålet om Afghanistan udviste alliancen til gengæld større sammenhold. 16. april 2003 enedes NATO landene om at tage kommandoen over International Security Assistance Force (ISAF) i Afghanistan. Forslaget blev fremsat af Tyskland og Holland, der hidtil ledte ISAF, og alle 19 NATO-ambassadører godkendte beslutningen enstemmigt. ISAF kom under NATOs kontrol 11. august. Det var første gang i NATOs historie, at alliancen styrede en militær operation uden for Europa.
31. juli 2006 overtog en NATO-ledet styrke bestående af tropper fra Canada, Storbritannien, Tyrkiet, Danmark og Holland de militære operationer i det sydlige Afghanistan fra en amerikansk ledet styrke.

#### Fire gange 30
NATOs generalsekretær Jens Stoltenberg annoncerede i 2018 at NATOs medlemsstater skal kunne udsende 30 mekaniserede bataljoner, 30 eskadriller kampfly og 30 krigsskibe indenfor 30 dage i 2020.

#### Ekspansion og omstrukturering
Nye NATO-strukturer blev skabt, og gamle nedlagt. NATOs reaktionsstyrke, NATO Response Force (NRF), blev dannet efter NATO topmødet i Prag 21. november 2002. 19. juni 2003 startede en større omstrukturering af de militære NATO-kommandoer, da hovedkvarteret for Supreme Allied Commander Atlantic blev nedlagt og en ny kommando, Allied Command Transformation (ACT) blev oprettet i Norfolk i Virginia i USA. Samtidig blev Supreme Headquarters Allied Powers Europe (SHAPE) også hovedkvarter for Allied Command Operations (ACO). ACT er ansvarlig for at transformere NATO til fremtidige opgaver, mens ACO er ansvarlig for militære operationer.
Udvidelsen med nye medlemslande fortsatte, og syv nye lande blev NATO-medlemmer: Estland, Letland, Litauen, Slovakiet, Slovenien, Bulgarien og Rumænien. Disse lande blev inviteret til forhandlinger om medlemskab ved NATO-topmødet i Prag i 2002 og blev optaget i NATO 29. marts 2004. Udvidelsen var den største i NATOs historie.
En række andre lande har også udtrykt ønske om at blive optaget i NATO, blandt andre Balkan-landet Bosnien-Hercegovina og den tidligere sovjetreupblik Georgien. Kosovo håber på at blive i stand til at søge om NATO-medlemskab.
Rusland mener, at NATOs udvidelser mod øst siden slutningen på den kolde krig har været en klar overtrædelse af en aftale mellem den sovjetiske leder Mikhail Gorbatjov og George H.W. Bush, der tillod en fredelig genforening af Tyskland. Rusland ser NATOs ekspansionspolitik som en fortsættelse af den kolde krigs forsøg på at omringe og isolere Rusland.

## Medlemslande

### Fremtidigt medlemskab
Artikel 10 i Den Nordatlantiske Traktat gør det muligt for ikke-medlemslande at blive optaget i NATO:
| Dato for optagelse | Land           | Udvidelse    | Noter |
| ------------------ | -------------- | ------------ | --- |
| 4. april 1949      | Belgien        | Grundlæggere | |
| 4. april 1949      | Canada         | Grundlæggere | |
| 4. april 1949      | Danmark        | Grundlæggere | Inkluderer også de danske områder Grønland og Færøerne. |
| 4. april 1949      | Frankrig       | Grundlæggere | Frankrig trak sig fra den integrerede militære kommando i 1966. Frem til 1993 var Frankrig udelukkende medlem af NATO's politiske struktur. |
| 4. april 1949      | Nederlandene   | Grundlæggere | |
| 4. april 1949      | Island         | Grundlæggere | Island er det eneste medlem af alliancen, der ikke har sine egne stående, militære styrker. USA's militære styrke på Island blev trukket ud i september 2006. Island blev medlem af alliancen under betingelse af, at det ikke forventedes, at man oprettede et islandsk militær. Island har dog en kystvagt og har for nylig sendt norsktrænede tropper på fredsbevarende opgaver for NATO. |
| 4. april 1949      | Italien        | Grundlæggere | |
| 4. april 1949      | Luxembourg     | Grundlæggere | |
| 4. april 1949      | Norge          | Grundlæggere | |
| 4. april 1949      | Portugal       | Grundlæggere | |
| 4. april 1949      | Storbritannien | Grundlæggere | |
| 4. april 1949      | USA            | Grundlæggere | |
| 18. februar 1952   | Grækenland     | Første       | Grækenland trak sine tropper ud af NATO's integrerede militære kommando fra 1974-1980 som et resultat af de græsk-tyrkiske spændinger efter konflikten om Cypern i 1974. |
| 18. februar 1952   | Tyrkiet        | Første       | |
| 9. maj 1955        | Tyskland       | Anden        | Vesttyskland blev optaget i 1955. Saarland blev genforenet med Vesttyskland i 1957, og Østtyskland og Vesttyskland blev genforenet 3. oktober 1990. |
| 30. maj 1982       | Spanien        | Tredje       | |
| 12. marts 1999     | Polen          | Fjerde       | |
| 12. marts 1999     | Tjekkiet       | Fjerde       | |
| 12. marts 1999     | Ungarn         | Fjerde       | |
| 29. marts 2004     | Bulgarien      | Femte        | |
| 29. marts 2004     | Estland        | Femte        | |
| 29. marts 2004     | Letland        | Femte        | |
| 29. marts 2004     | Litauen        | Femte        | |
| 29. marts 2004     | Rumænien       | Femte        | |
| 29. marts 2004     | Slovakiet      | Femte        | |
| 29. marts 2004     | Slovenien      | Femte        | |
| 1. april 2009      | Albanien       | Sjette       | |
| 1. april 2009      | Kroatien       | Sjette       | |
| 5. juni 2017       | Montenegro     | Syvende      | |
| 27. marts 2020     | Nordmakedonien | Ottende      | |
| 4. april 2023      | Finland        | Niende       | |
| 7. marts 2024      | Sverige        | Tiende       | |

| Citat | Deltagerne kan ved enstemmig beslutning opfordre enhver anden europæisk stat, som er i stand til at fremme grundsætningerne i denne traktat og bidrage til det nordatlantiske områdes sikkerhed, til at tiltræde denne traktat. Enhver stat, som modtager en sådan opfordring, kan blive deltager i traktaten ved at deponere sit tiltrædelsesdokument hos Amerikas Forenede Staters regering. Amerikas Forenede Staters regering vil underrette enhver af deltagerne om deponering af ethvert sådant tiltrædelsesdokument. | Citat |
|       | |       |

Artikel 10 sætter to generelle begrænsninger for kommende medlemsstater:
- Kun europæiske lande kan opnå medlemskab
- Lande skal godkendes af alle eksisterende medlemslande. Det andet kriterium betyder, at enhver medlemsstat kan blokere for optagelsen af et land, som fx Tyrkiet gør ved at blokere for en optagelse af Cypern.[69]

I 1999 blev der fastsat en procedure for optagelsen af fremtidige medlemslande, Membership Action Plan (MAP). Et potentielt medlemsland skal årligt rapportere om sine fremskridt inden for fem områder:
- Villighed til at bilægge internationale, etniske eller territoriale stridigheder fredeligt, forpligtelse over for menneskerettighederne, og demokratisk kontrol over væbnede styrker.
- Evne til at bidrage til NATOs forsvar og missioner
- Villighed til at bidrage med tilstrækkelige ressourcer til de væbnede styrker, så man er i stand til at møde kravene til medlemskab.
- Sikkerhed i forbindelse med følsomme oplysninger og procedurer til at sikre dem
- Landets lovgivningskompatibilitet med et NATO samarbejde

NATO giver feedback og teknisk rådgivning til det enkelte land og evaluerer dets fremskridt.
Finland og Sverige indgav den 18. maj 2022 ansøgning om optagelse i NATO. I Finlands parlament stemte 188 for og 8 imod og i Sveriges parlament 305 for og 44 imod at ansøge om medlemskab i NATO. Finland blev optaget i alliancen den 4. april 2023. Sveriges ansøgning blev længe blokeret af Ungarn og Tyrkiet, men den blev endelig godkendt i februar/marts 2024 og Sverige blev medlem den 7. marts 2024.

## Samarbejde med ikke-medlemslande

### Det euro-atlantiske partnerskab
Der er blevet etableret to fora, der skal fremme fremtidigt samarbejde mellem de 30 NATO-lande og 20 såkaldte "partnerlande".
- Partnerskab for fred (PfP) programmet blev etableret i 1994 og er baseret på individuelle relationer mellem hvert partnerland og NATO. Hvert partnerland må vælge sin grad af deltagelse. PfP programmet anses for at være den operationelle del af det euro-atlantiske partnerskab.[73]
- Det Euro-Atlantiske Partnerskabsråd (EAPC) blev først etableret 29. maj 1997 og er et forum for koordination, konsultation og dialog mellem alle 49 deltagerlande.[74]

De 20 partnerlande er:
| - Tidligere sovjetrepublikker: 1. Armenien 2. Aserbajdsjan 3. Georgien 4. Hviderusland 5. Kasakhstan 6. Kirgisistan 7. Moldova 8. Rusland 9. Tadsjikistan 10. Turkmenistan 11. Ukraine 12. Usbekistan | - Lande der under den kolde krig var neutrale, men havde en kapitalistisk økonomi (og som samarbejder med NATO): 1. Irland 2. Schweiz 3. Østrig - Tidligere jugoslaviske delrepublikker, der under den kolde krig var neutrale, men havde en kommunistisk økonomi: 1. Bosnien-Hercegovina (ansøger om NATO-medlemskab og har MAP) 2. Serbien (samarbejder med NATO) 3. Kosovo (løsrevet fra Serbien i 2008) håber på at blive i stand til at søge om NATO-medlemskab. |

- Malta gik ind i PfP i 1994, men trak sig igen i 1996.
- Cyperns indtræden i PfP blokeres af Tyrkiet, på grund af uenigheder efter Cypernkonflikten i 1974.

### Den Individuelle Partnerskabshandlingsplan
Den Individuelle Partnerskabshandlingsplan (IPAP), der så dagens lys ved NATO topmødet i Prag i 2002, er åben for lande, der har den politiske vilje til at øge deres samarbejde med NATO.
IPAP handleplaner er oprettet med disse lande:
- Armenien (foreslået større ikke-NATO allieret med USA)[83][84]
- Aserbajdsjan[85][86]
- Kasakhstan
- Moldova (foreslået større ikke-NATO allieret med USA)[87][88]

### Middelhavsdialogen
Middelhavsdialogen der blev startet i 1994, er et forum for samarbejde mellem NATO og syv lande i Middelhavsområdet.
- Algeriet
- Egypten (større ikke-NATO allieret med USA)
- Israel (større ikke-NATO allieret med USA)
- Jordan (større ikke-NATO allieret med USA)
- Mauretanien
- Marokko (større ikke-NATO allieret med USA)
- Tunesien (større ikke-NATO allieret med USA)

I 2004 styrkedes Middelhavsdialogen på et topmøde i Istanbul, og blev hvad NATO kalder et "ægte partnerskab," med en række nye mål: Styrkelse af den politiske dialog, større interoperabilitet, en forsvarsreform og terrorbekæmpelse. Flere af Middelhavsdialogens medlemmer er allerede "Større ikke-NATO-allieret" med USA.

### Andre partnere
Tidligere Sovjetrepublikker
NATO samarbejder med Rusland i NATO-Rusland Rådet, der blev etableret i maj 2002. NATO samarbejder med de to sortehavslande Ukraine og Georgien samt med Moldova; de tre lande er blevet foreslået som større ikke-NATO-allierede med USA.
NATO og Israel
Israel er med i middelhavsdialogen og har søgt at udvide sit samarbejde med NATO. Siden 1989 har Israel været større ikke-NATO-allieret med USA. Israel blev for første gang besøgt af en NATO-leder 23. februar – 24. februar 2005. Den første fælles flådeøvelse mellem NATO og Israel fandt sted 27. marts 2005. I juni samme år deltog israelske tropper i NATO-øvelser.
Flere har talt for, at Israel optages i NATO-alliancen, blandt andre Spaniens tidligere premierminister, José María Aznar og den italienske forsvarsminister Antonio Martino. Men NATOs generalsekretær Jaap de Hoop Scheffer, afviste i september 2006 at et Israelsk medlemskab kan komme på tale. Israel har heller ikke søgt om en optagelse i NATO.
NATO og Asien / Oceanien
Filippinerne har siden 1951 været allieret med USA. Filippinerne fik betegnelsen større ikke-NATO-allieret 6. oktober 2003, hvilket tillod USA og Filippinerne at samarbejde om militær forskning og udvikling. Et andet ASEAN-land, som er også er større ikke-NATO-allieret med USA, er Thailand. ASEAN-medlemmet Vietnam har siden 2012 arbejdet nært sammen med USA både økonomisk og militært. Taiwan er de facto større ikke-NATO-allieret med USA. I april 2005 indgik Australien, der siden 1951 har været allieret med USA, en sikkerhedsaftale med NATO, der skulle øge efterretningssamarbejdet i krigen mod terrorisme. Australien har også en forsvarsattaché posteret i NATOs hovedkvarter.
Samarbejde med Japan, Sydkorea og New Zealand er også blevet udtrykt som værende en prioritet. Saudi-Arabien og tre andre arabiske lande samt Indien er blevet foreslået som større ikke-NATO-allierede med USA.
NATO og Latinamerika
Colombia er allerede NATOs partner, og Argentina er allerede større ikke-NATO-allieret med USA. I 2019 var USA's præsident Trump fortaler for at lade Brasilien blive medlem, og Trump har udnævnt Brasilien til større ikke-NATO-allieret med USA. Mexico er også blevet foreslået som muligt fremtidigt medlem af NATO. Samarbejde mellem NATO og El Salvador er også blevet udtrykt som værende en prioritet. Ifølge USA's udenrigsministerium er Chile en af USA's stærkeste partnere i Latinamerika.
NATOs øvrige partnere
Ifølge NATOs hjemmeside hører Pakistan til NATOs partnere.
Ligeledes ifølge NATOs hjemmeside samarbejder NATO med flere europæiske lande så som Irland, Sverige, og Schweiz, Østrig og Serbien.

### Politisk struktur
Som alle alliancer styres NATO i sidste ende af sine 32 medlemslande. Den Nordatlantiske Traktat, og andre aftaler, fastsætter rammer for hvordan beslutninger tages i NATO. Hver af de 32 medlemslande sender en delegation, eller mission, til NATOs hovedkvarter i Bruxelles i Belgien. Lederen af hver delegation kaldes "den permanente repræsentant" og er normalt en højtrangerende embedsmand eller erfaren ambassadør. Den permanente repræsentant har diplomatisk status af ambassadør.
Danmarks faste repræsentation ved NATO omfatter DANATO, der er Danmarks politiske repræsentation i NATO og DAMIREP, der er Danmarks militære repræsentation i NATOs hovedkvarter. I praksis er der dog tale om en fælles delegation, der arbejder i fælles lokaler. Delegationen består af medarbejdere udstationeret fra Udenrigsministeriet, Forsvarsministeriet og Værnsfælles Forsvarskommando, samt en række lokalt ansatte medarbejdere, der bor fast i Belgien.
Sammen udgør de permanente repræsentanter det Nordatlantiske Råd (NAC), et organ der mødes mindst en gang om ugen og har den politiske beslutningsmagt inden for NATO. Der er også jævnlige møder i rådet med deltagelse af udenrigsministre, forsvarsministre eller regeringsledere, og det er ved disse møder, store beslutninger om NATOs politik normalt bliver taget. Det skal dog bemærkes, at rådet har samme politiske beslutningsmagt, ligegyldigt hvilket niveau møderne foregår på.
Møderne i det Nordatlantiske Råd ledes af NATOs generalsekretær, og når beslutninger skal træffes, træffes beslutningerne enstemmigt. Der stemmes ikke, og der kan ikke tages beslutninger ud fra flertallets ønsker.
Et andet medlem af hvert lands NATO-delegation er den militære repræsentant, en højtrangerende officer fra det enkelte lands militær. Sammen udgør de militære repræsentanter den Militære Komité, et organ, der er ansvarligt for at udarbejde anbefalinger til det politiske organ i militære spørgsmål. Til tider holder rådet også møder med landenes forsvarschefer.
NATOs Parlamentariske Forsamling (NPA) udgøres af repræsentanter fra medlemslandene og repræsentanter fra 13 partnerlande. Officielt er forsamlingen ikke en del af NATOs politiske struktur og har som arbejdsområde at samle NATO-lande til diskussioner om sikkerhedspolitik.

### NATOs generalsekretærer
| 1  | General Lord Ismay           | Storbritannien | 4. april 1952 – 16. maj 1957         |
| 2  | Paul-Henri Spaak             | Belgien        | 16. maj 1957 – 21. april 1961        |
| 3  | Dirk U. Stikker              | Holland        | 21. april 1961 – 1. august 1964      |
| 4  | Manlio Brosio                | Italien        | 1. august 1964 – 1. oktober 1971     |
| 5  | Joseph Luns                  | Holland        | 1. oktober 1971 – 25. juni 1984      |
| 6  | Lord Carrington              | Storbritannien | 25. juni 1984 – 1. juli 1988         |
| 7  | Manfred Wörner               | Vesttyskland   | 1. juli 1988 – 13. august 1994       |
| 8  | Sergio Balanzino             | Italien        | 13. august 1994 – 17. oktober 1994   |
| 9  | Willy Claes                  | Belgien        | 17. oktober 1994 – 20. oktober 1995  |
| 10 | Sergio Balanzino             | Italien        | 20. oktober 1995 – 5. december 1995  |
| 11 | Javier Solana                | Spanien        | 5. december 1995 – 6. oktober 1999   |
| 12 | Lord Robertson of Port Ellen | Storbritannien | 14. oktober 1999 – 17. december 2003 |
| 13 | Alessandro Minuto-Rizzo      | Italien        | 17. december 2003 – 1. januar 2004   |
| 14 | Jaap de Hoop Scheffer        | Holland        | 1. januar 2004 – 1. august 2009      |
| 15 | Anders Fogh Rasmussen        | Danmark        | 1. august 2009 – 1. oktober 2014     |
| 16 | Jens Stoltenberg             | Norge          | 1. oktober 2014 - 1. oktober 2024    |
| 17 | Mark Rutte                   | Holland        | 1. oktober 2024-                     |

## Militær struktur
NATOs militære operationer ledes af to strategiske ledere, begge højtstående officerer fra USA's militær, assisteret af en stab, der udgøres af medlemmer fra hele NATO. De strategiske ledere er underlagt den Militære Komité.
Før 2003 var de strategiske ledere øverste, allierede leder i Europa (SACEUR) og den øverste allierede leder for Atlanten (SACLANT). Under den nuværende ordning er den samlede kommando delt mellem to kommandocentre, Allied Command Transformation (ACT), der er ansvarlig for udvikling og træning af NATO-styrkerne, og Allied Command Operations, der er ansvarlig for NATOs militære operationer på verdensplan.
Lederen af Allied Command Operations har beholdt titlen SACEUR, og hovedkvarteret er stadig SHAPE, der ligger i Belgien. ACT derimod ligger i det tidligere SACLANT-hovedkvarter i Norfolk i Virginia, USA.[kilde mangler]

### NATOs militære ledere

#### SACEUR
Stillingen som chef for Allied Command Europe, der siden 2003 har heddet Allied Command Operations, er blevet besat af følgende:
|     | Navn                                     | Værn              | Fra               | Til               |
| --- | ---------------------------------------- | ----------------- | ----------------- | ----------------- |
| 1.  | General of the Army Dwight D. Eisenhower | U.S. Army         | 2. april 1951     | 30. maj 1952      |
| 2.  | General Matthew Ridgway                  | U.S. Army         | 30. maj 1952      | 11. juli 1953     |
| 3.  | General Alfred Gruenther                 | U.S. Army         | 11. juli 1953     | 20. november 1956 |
| 4.  | General Lauris Norstad                   | U.S. Air Force    | 20. november 1956 | 1. januar 1963    |
| 5.  | General Lyman Lemnitzer                  | U.S. Army         | 1. januar 1963    | 1. juli 1969      |
| 6.  | General Andrew Goodpaster                | U.S. Army         | 1. juli 1969      | 15. december 1974 |
| 7.  | General Alexander Haig                   | U.S. Army         | 15. december 1974 | 1. juli 1979      |
| 8.  | General Bernard W. Rogers                | U.S. Army         | 1. juli 1979      | 26. juni 1987     |
| 9.  | General John Galvin                      | U.S. Army         | 26. juni 1987     | 23. juni 1992     |
| 10. | General John Shalikashvili               | U.S. Army         | 23. juni 1992     | 22. oktober 1993  |
| 11. | General George Joulwan                   | U.S. Army         | 22. oktober 1993  | 11. juli 1997     |
| 12. | General Wesley Clark                     | U.S. Army         | 11. juli 1997     | 3. maj 2000       |
| 13. | General Joseph Ralston                   | U.S. Air Force    | 3. maj 2000       | 17. januar 2003   |
| 14. | General James L. Jones                   | U.S. Marine Corps | 17. januar 2003   | 7. december 2006  |
| 15. | General Bantz John Craddock              | U.S. Army         | 7. december 2006  | 2. juli 2009      |
| 16. | Admiral James G. Stavridis               | U.S. Navy         | 2. juli 2009      | 13. maj 2013      |
| 17. | General Philip M. Breedlove              | U.S. Air Force    | 13. maj 2013      | 4. maj 2016       |
| 18. | General Curtis Scaparrotti               | U.S. Army         | 4. maj 2016       | 3. maj 2019       |
| 19. | General Tod D. Wolters                   | U.S. Air Force    | 3. maj 2019       | 4. juli 2022      |
| 20. | General Christopher G. Cavoli            | U.S. Army         | 4. juli 2022      | nuværende         |

Note: Fra Ridgways tid har SACEUR også været chef for United States European Command